# Урняк (Ішимбайський район)
Урня́к (рос. Урняк, башк. Үрнәк) — присілок у складі Ішимбайського району Башкортостану, Росія. Входить до складу Ішеєвської сільської ради.
Населення — 119 осіб (2010; 84 в 2002).
Національний склад:
- татари — 66%